# Fiat Industrial
Fiat Industrial è stato un gruppo industriale italiano, attivo dal 2011 al 2013; dalla sua fusione con CNH Global, ha dato origine al nuovo gruppo CNH Industrial.
Era nato dalla scorporo da Fiat Group delle attività relative a macchine agricole e per l'edilizia, ai veicoli industriali e alla parte industrial & marine del settore Fiat Powertrain Technologies.
Il core business del gruppo era focalizzato sulla produzione di veicoli industriali pesanti e militari, autobus, macchine per l'agricoltura e le costruzioni, e motori industriali e marini.

## Storia
Il 21 aprile 2010, in occasione dell'assemblea degli azionisti di Fiat Group, l'amministratore delegato Sergio Marchionne presentò il piano industriale del Gruppo relativo al quinquennio 2010-2014: il piano prevedeva lo scorporo da Fiat Group delle attività agricole, industriali e powertrain (relative alla sola divisione industrial & marine), per farle confluire nella nuova Fiat Industrial; contestualmente, per la gestione dei settori auto, componentistica, sistemi di produzione ed editoria, venne prevista la creazione della nuova Fiat S.p.A. Per entrambe le società nate dalla scissione era già prevista la quotazione alla Borsa di Milano.
Il progetto di scissione del Gruppo viene completato il 1º gennaio 2011; da questa data Fiat Industrial diventa operativa, con Marchionne che ne assume la carica di presidente. La società opera in tutti i principali paesi del mondo, con 64 stabilimenti in cui lavorano 68.257 dipendenti.
Il 29 settembre 2013, a seguito di un nuovo rimpasto all'interno della holding, Fiat Industrial si fonde con CNH Global, dando vita al nuovo gruppo CNH Industrial.

## Struttura
Dal sito web ufficiale del gruppo.
Il presidente di Fiat Industrial è stato Sergio Marchionne. Il gruppo era formato dalla società holding Fiat Industrial S.p.A. (quotata presso la Borsa Italiana a partire dal 3 gennaio 2011), le cui attività industriali e produttive erano organizzate in tre settori operativi.

### Macchine per l'agricoltura e le costruzioni
CNH era nata dall'esperienza di marchi che in Europa e negli Stati Uniti avevano fatto la storia della meccanizzazione agricola e dello sviluppo delle macchine per le costruzioni. Operava nel campo dei trattori e delle macchine agricole con i marchi Case IH, New Holland Agriculture e Steyr Traktoren, delle macchine per le costruzioni con i marchi Case e New Holland Construction, e forniva servizi finanziari a supporto dei propri clienti finali e dei concessionari.
Settori
- CNH (controllata all'87,4%)
  - Case IH
  - New Holland Construction
  - New Holland Agriculture
  - Steyr Traktoren

### Attività powertrain
FPT Industrial era il settore dedicato alla progettazione, produzione e vendita di motopropulsori per applicazioni veicolari industriali, on-highway e off-highway, nonché di motori per applicazioni marine e power generation.
Settori
- FPT Industrial (controllata al 100%)

### Veicoli industriali
Il settore dei veicoli industriali era rappresentato da Iveco che si occupava di progettare, produrre e vendere una gamma completa di veicoli industriali pesanti con i marchi Iveco, autobus granturismo e urbani con i marchi Iveco Bus, e veicoli antincendio e veicoli per impieghi speciali con i marchi Iveco, Astra e Magirus. Iveco offriva inoltre servizi di finanziamento alla rete di vendita e di noleggio a clienti.
Settori
- Iveco (controllata al 100%)
  - Iveco Bus
  - Iveco Astra
  - Iveco Magirus
  - Iveco Defence Vehicles

## Azionisti
Il numero di azioni ordinarie era di 1.222.568.882. Il maggior azionista è stata la Exor. L'azionariato per partecipazioni rilevanti superiori al 2% era così suddiviso:
Capitale ordinario
- Exor - 30,01%
- Fiat S.p.A. - 2,80%
- Harris Associates LP - 5,03%
- Government Of Singapore Investment Corporation Pte Ltd - 2,55%
- Altri Investitori Istituzionali UE - 21,35%
- Altri Investitori Istituzionali extra UE - 17,13%
- Altri azionisti - 21,13%

Capitale votante
- Exor - 30,417%
- Fiat S.p.A. - 3,233%
- Government Of Singapore Investment Corporation Pte Ltd - 2,327%
- FMR Llc - 2,126%
- BlackRock - 2,056%

## Stabilimenti
| Continente              | numero |
| ----------------------- | ------ |
| Europa (esclusa Italia) | 23     |
| Italia                  | 14     |
| NAFTA                   | 10     |
| Mercosur                | 9      |
| Resto del mondo         | 8      |
| Totale                  | 64     |